# Gracila albomarginata
Gracila albomarginata è un pesce d'acqua salata, unica specie del genere Gracila, appartenente alla famiglia dei Serranidae.

## Etimologia
Il nome del genere deriva dalla parola latina gracila, che significa esile.